# 基特爾 (阿肯色州)
基特爾（英語：Kittle）是位於美國阿肯色州富爾頓縣的一個非建制地區。該地的面積和人口皆未知。

## 地理
基特爾的座標為36°16′00″N 91°37′42″W / 36.26667°N 91.62833°W，而該地的平均海拔高度為230米（即755英尺）。